# Masaki Terasoma
Masaki Terasoma (寺杣昌紀?, Terasoma Masaki; Nishinomiya, 8 maggio 1962) è un doppiatore giapponese. Nonostante sia nato nella prefettura di Hyōgo, è cresciuto nella prefettura di Osaka. Lavora per la Mausu Promotion e, nel doppiaggio giapponese, è la voce ufficiale dell'attore Kurt Russell.

## Doppiaggio

### Anime
- Bleach: Thousand-Year Blood War (Haruyama Kyōraku)
- D•N•Angel (Kosuke Niwa)
- Digimon Xros Wars (Knightmon)
- Fate/stay night: Unlimited Blade Works (Sōichirō Kuzuki)
- Fairy Tail (Torafusa)
- Fullmetal Alchemist: Brotherhood (Urey Rockbell)
- Gekijōban dōbutsu no mori (Apollo)
- Inuyasha (Goryomaru)
- Inuyasha The Final Act (Moryomaru)
- Josée, la tigre e i pesci (Ishi)
- Imagin Anime (Kintaros)
- Kaze no stigma (Juugo Kannagi)
- Kyo Kara Maoh! (Adelbert von Grantz)
- Madlax (Maclay Marini)
- Mobile Suit Gundam MS IGLOO 2: Gravity of the Battlefront (Ben Barberry)
- Naruto (Renga)
- Naruto Shippuden (Hidan)
- Negima (Eishun Konoe)
- No. 6 (Rikiga)
- One Piece (Caribou)
- Pokémon (Drayden, Looker, Grovyle)
- Samurai 7 (Kambei Shimada)
- Saru Get You -On Air- (Pipotron J)
- Shikabane hime (Kanechika Umehara)
- Smile Pretty Cure! (Daigo Hino)
- The Shiunji Family Children (Kaname Shiunji)[1]
- The Wrong Way to Use Healing Magic (Siglis)
- Your Name (Toshiki Miyamizu)

### Tokusatsu
- Kyōryū sentai Zyuranger (Saber Tiger, Dora Narcissus)
- Kamen Rider Black/Kamen Rider Black RX (Shadow Moon)
- Kamen Rider Den-O, Kamen Rider Decade (Kintaros/Kamen Rider Den-O Ax Form)
- Tokkyuu Shirei Solbrain (Cross 8000)
- Tokusou Exceedraft (Narratore)
- Blue SWAT (Gold platinum)

### Videogiochi
- Glass Rose (Hideo Yoshinodou)
- Ar tonelico II (Legris Branchesca)
- Final Fantasy XII (Vossler York Azelas)
- Naruto: Shinobi Retsuden 3 (Hidan)
- BlazBlue: Calamity Trigger (Jubei)
- Naruto Shippuden: Gekitou Ninja Taisen! EX 3 (Hidan)
- Steins;Gate (Yugo "Braun" Tennouji)
- BlazBlue: Continuum Shift (Jubei)
- Naruto Shippuden: Ultimate Ninja Heroes 3 (Hidan)
- Naruto Shippuden: Ultimate Ninja Storm 2 (Hidan)
- Naruto Shippuden: Gekitou Ninja Taisen! EX Special (Hidan)
- Catherine (Steve Delhom, Nergal)
- Steins;Gate: My Darling's Embrace (Yugo "Braun" Tennouji)
- Naruto Shippuden: Ultimate Ninja Impact (Hidan)
- Naruto Shippuden: Ultimate Ninja Storm Generations (Hidan)
- Majikoi! R (negoziante)
- Street Fighter X Tekken (Narratore)
- Fire Emblem: Awakening (Basilio)
- Resident Evil: Operation Raccoon City (HUNK)
- Devil Summoner - Soul Hackers (Koichiro Urabe)
- Bravely Default (Chariman Profiteur)
- BlazBlue: Chrono Phantasma (Jubei)
- Naruto Shippuden: Ultimate Ninja Storm 3 (Hidan)
- Mind Zero (Hiroaki Kamata)
- Granblue Fantasy (Geisenborger, Paracelsus)
- Naruto Shippuden: Ultimate Ninja Storm Revolution (Hidan)
- Fate/hollow ataraxia (Sōichirō Kuzuki)
- Xenoblade Chronicles X (Boze)
- Bravely Second: End Layer (Chariman Profiteur)
- Pokken Tournament (Jake)
- Nights of Azure (Simon)
- BlazBlue: Central Fiction (Jubei)
- Naruto Shippuden: Ultimate Ninja Storm 4 (Hidan)
- Breath of Fire 6 (Fritz)
- Shin Megami Tensei IV: Apocalypse (Skins)
- Fire Emblem Heroes (Zelot, Basilio)
- For Honor (Guardiano)
- Super Robot Wars V (Wilhelm Casper)
- God Wars: Future Past (Susanoo)
- Shin Megami Tensei: Strange Journey Redux (Irving)
- BlazBlue: Cross Tag Battle (Jubei)
- Mega Man 11 (Impact Man, presidente)
- Resident Evil 2 (videogioco 2019) (HUNK)
- Catherine: Full Body (Steve Delhom, Nergal)
- Samurai Shodown (videogioco 2019) (Warden)
- Fire Emblem: Three Houses (Thales, Arundel)
- Pokémon Masters EX (Nardo)
- Daemon X Machina (Gloomy)
- Nier Re[in]carnation (Papa)
- Final Fantasy XIV: Endwalker (Rubicante)
- Fire Emblem Warriors: Three Hopes (Thales, Arundel)
- AI: The Somnium Files - nirvanA Initiative (Riichi Chieda)
- Star Ocean: The Divine Force (Bohld'or Il Vey'l)
- Tactics Ogre: Reborn (Juda Ronwey)
- Detective Pikachu: il ritorno (Howard Myers)
- Naruto x Boruto: Ultimate Ninja Storm Connections (Hidan)
- Another Code: Recollection (Rex Alfred)
- Unicorn Overlord (Gailey)
- Dragon's Dogma 2 (Lennart)
- Rise of the Ronin (Toshimichi Okubo)
- The Hundred Line: Last Defense Academy (Dahl'xia)
- Raidou Remastered: The Mystery of the Soulless Army (Proprietario del Shin-Sekai)